# Wark (flod)
Wark är ett vattendrag i Luxemburg.   Det ligger i distriktet Diekirch, i den centrala delen av landet, 26 kilometer norr om huvudstaden Luxemburg.
I omgivningarna runt Wark växer i huvudsak blandskog. Runt Wark är det ganska tätbefolkat, med 149 invånare per kvadratkilometer.